# Bowles
Bowles és una concentració de població designada pel cens dels Estats Units a l'estat de Califòrnia. Segons el cens del 2000 tenia 182 habitants.

## Demografia
Segons el cens del 2000, Bowles tenia 182 habitants, 35 habitatges, i 29 famílies. La densitat de població era de 184,9 habitants/km².
Dels 35 habitatges en un 42,9% hi vivien nens de menys de 18 anys, en un 71,4% hi vivien parelles casades, en un 14,3% dones solteres, i en un 14,3% no eren unitats familiars. En l'11,4% dels habitatges hi vivien persones soles el 2,9% de les quals corresponia a persones de 65 anys o més que vivien soles. El nombre mitjà de persones vivint en cada habitatge era de 3,66 i el nombre mitjà de persones que vivien en cada família era de 4.
Per edats la població es repartia de la següent manera: un 23,6% tenia menys de 18 anys, un 4,4% entre 18 i 24, un 21,4% entre 25 i 44, un 17% de 45 a 60 i un 33,5% 65 anys o més.
L'edat mitjana era de 46 anys. Per cada 100 dones de 18 o més anys hi havia 87,8 homes.
La renda mitjana per habitatge era de 58.750 $ i la renda mitjana per família de 86.635 $. Els homes tenien una renda mitjana de 0 $ mentre que les dones 42.813 $. La renda per capita de la població era de 16.735 $. Entorn del 21,7% de les famílies i el 34,9% de la població estaven per davall del llindar de pobresa.

## Poblacions més properes
El següent diagrama mostra les poblacions més properes.